# Emilián Božetěch Glocar
Emilián Božetěch Glocar (* 11. Juli 1906 in Lukavice; † 10. Februar 1985 in Libertyville, Illinois) war US-amerikanischer Priester, Maler und Schriftsteller tschechischer Herkunft.

## Leben
Er wuchs in Nové Mlýny bei Litovel, und nachdem sein Vater im Krieg gefallen war, in Zábřeh na Moravě, später in Ledče v Čechách und in Strážisko bei Prostějov auf. 1917 starb auch seine Mutter, und er wurde gemeinsam mit seinem Bruder von Verwandten aufgezogen. Mit siebzehn Jahren geht er nach Jugoslawien, wo er Theologie studiert. Nach dem Studium in Sarajewo ist er als Religionslehrer in Prag und Pilsen tätig. Nachdem er keinen Beruf findet, der ihn interessiert, kehrt er nach Jugoslawien zurück und studiert an der Universität in Belgrad, bekommt den Doktortitel und wird in einem kleinen Dorf zum serbisch-orthodoxen Priester geweiht. Er bekommt später eine Stelle bei der bedeutenden Pfarrei in Dalj bei Osijek und wird 1939 wegen seiner sprachlichen Fertigkeiten und seiner Missionstätigkeit mit seiner Familie in die USA gesandt. Er arbeitete in Cleveland, später in Ohio. Glocar wird Lehrer an der Universität in Marshfield, Wisconsin, an der er neben dem Schreiben auch gegen Ende seines Lebens mit dem Malen begann.

## Werke
Neben seinen Erstlingswerken, zwei Gedichtbänden, schrieb er Romane und religiöse Literatur (letztere meist in serbischer Sprache), schrieb für religiöse Zeitschriften und redigierte selbst. Das beachtenswerte und umfangreiche Werk des Autors wurde in der Vergangenheit, bis auf die Trilogie, in tschechischen Literaturkreisen nicht gebührend gewürdigt. Vor allem deswegen, weil er als Priester und Professor in den USA wirkte, was nicht der Ideologie des kommunistischen Regimes entsprach. Zudem sind seine Texte, aber auch Gemälde, mit tiefem religiösem Glauben erfüllt.
Es gibt keine deutschen Übersetzungen.

### Poesie
- Písně sirotků, Bělehrad 1931 – (Die Lieder der Waisen)
- Vigile: verše [z roku 1928-29], Bělehrad 1932

### Romane
- Od jara do jara : Kronika zapadlé dědiny, Prag 1937 – in tschechischer Sprache (Von Frühling zu Frühling)
- Fruška Gora, Prag 1946 – Roman in tschechischer Sprache über das Leben der Mönche in Serbien, ursprünglich verboten und nach dem Krieg veröffentlicht.
- A Man From the Balkans, Philadelphia 1942 – erschienen in englischer Sprache in den USA, Übersetzung Fern Long
- Rebelie, Prag 1949 – Roman in tschechischer Sprache über den Aufstand der Serben gegen die Türken in den Jahren 1806 bis 1807
- Das Tagebuch des Herrn Gregorij Maximomovič (Deník pana Gregorija Maximomoviče), 1953 in serbischer Sprache
- Irrungen (Blouděn), 1953 in englischer Sprache, erschienen in USA
- Verrat (Zrada) – in Handschrift
- Die Nacht über dem versprochenen Land (Noc nad zemí zaslíbenou) – in Handschrift
- Olomoucká trilogie, 1960 – (Olmützer Trilogie) eines der besten historischen Werke der tschechischen Literatur, bestehend aus

– Bd. 1 Olomoucká romance, 1960
– Bd. 2 Magistr Gabriel, písař olomoucký (1527–1542), 1962
– Bd. 3 Olomoucká elegie, 1970

### Religiöse Literatur
- Tvoj Glas, 1936 – (Deine Stimme) in serbischer Sprache

### Sonstige Literatur
- Doktorarbeit Philosophie des V. Solojev (Filosofie V. Solovjeva) – für diese Arbeit erhielt er den Preis der Beograder Universität.

### Erzählung
- Children in the Storm, erschienen in: Youth Replies – I Can; stories of resistance, edited by May Lamberton Becker, New York 1945 – in englischer Sprache, Geschichte über den Widerstandskampf in Serbien während des Zweiten Weltkrieges

| Personendaten    | Personendaten                                                        |
| ---------------- | -------------------------------------------------------------------- |
| NAME             | Glocar, Emilián Božetěch                                             |
| KURZBESCHREIBUNG | US-amerikanischer Priester und Schriftsteller tschechischer Herkunft |
| GEBURTSDATUM     | 11. Juli 1906                                                        |
| GEBURTSORT       | Lukavice                                                             |
| STERBEDATUM      | 10. Februar 1985                                                     |
| STERBEORT        | Libertyville (Illinois)                                              |